# Friesenhausen (Adelsgeschlecht)

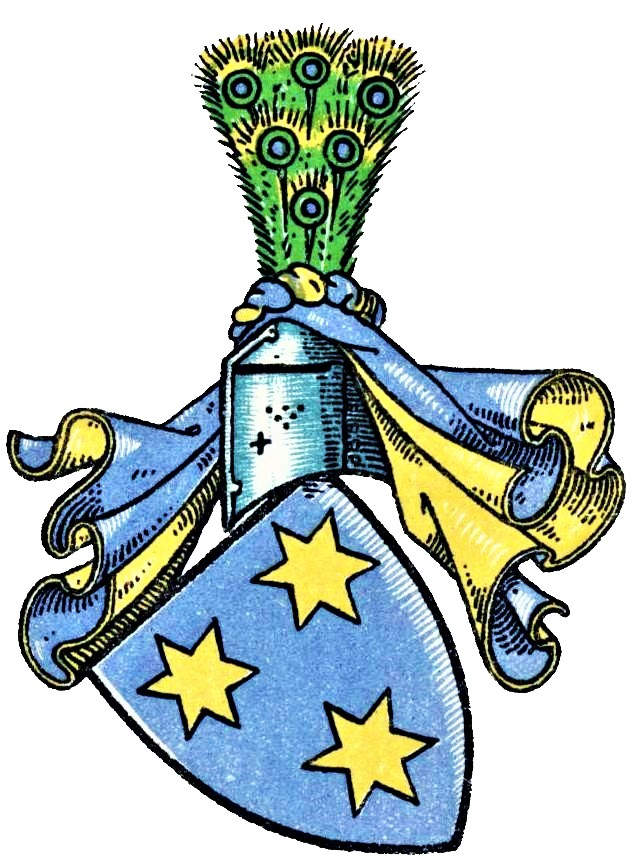
Stammwappen derer von Friesenhausen im Wappenbuch des Westfälischen Adels

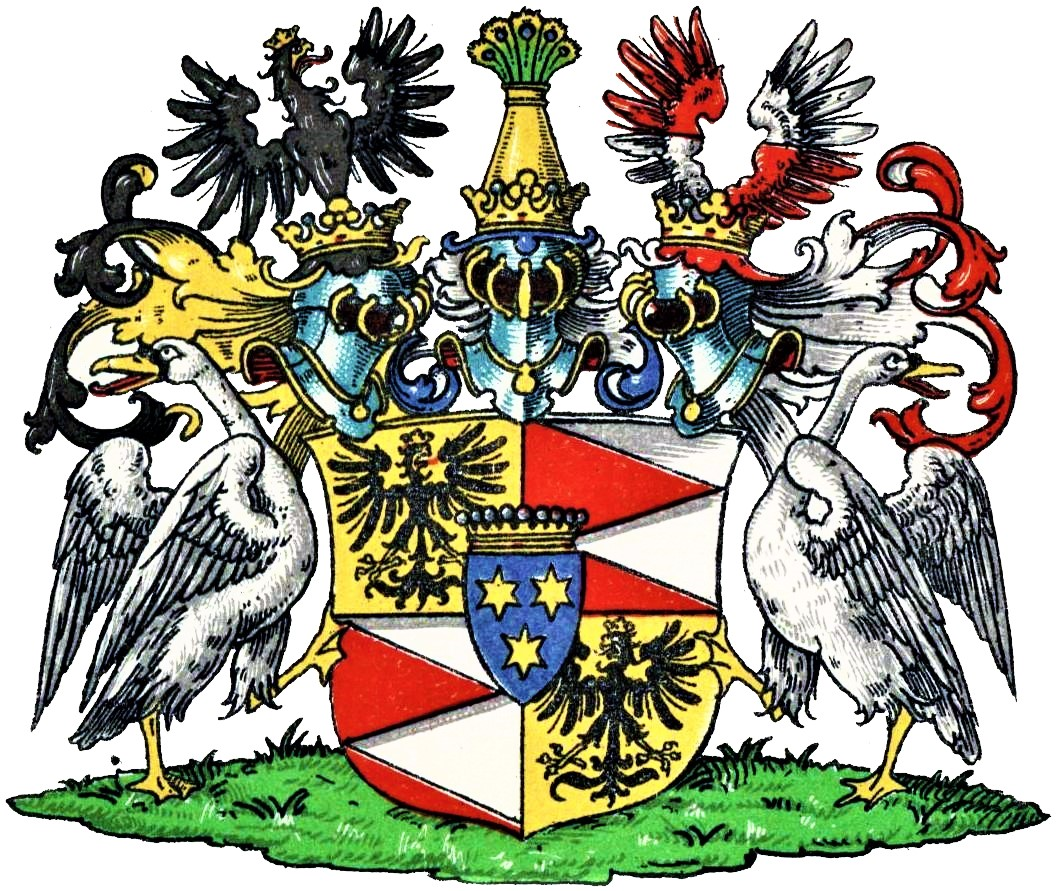
Wappen der Gräfin von Friesenhausen (1752)

Friesenhausen ist der Name eines erloschenen westfälisch-lippischen Adelsgeschlechts.

## Geschichte
Das Geschlecht gehörte zum lippischen Uradel. Besitz hatte die Familie in Westfalen und im Lippischen: Gut Amorkamp (Holzhausen) (urkundl. 1704), Horn (1790), Maspe (1600–1789), Nieder-Belle (1600–1700), Schweckhausen (1700) und Steinheim (1662). Gut Tintrup wurde bereits im 13. Jahrhundert von Florin von Friesenhausen erbaut.
Die Familie bildete zwei Linien aus, eine zu Maspe und eine zu Belle. Aus dem Haus Maspe vermählte sich am 27. September 1722 die einzige Tochter des kurpfälzischen Oberstallmeisters Philipp Siegmund von Friesenhausen und der Elisabeth von Dittfurth, Elisabeth Philippine von Friesenhausen (1696–1764) mit Reichsgraf Moritz Friedrich Ernst zu Lippe-Alverdissen (1694–1777), einem Enkel des Stammvaters des Hauses Schaumburg-Lippe, Philipp I., sowie Vetter von Albrecht Wolfgang zu Schaumburg-Lippe. Aufgrund der Hochzeit erhielt sie 1752 ein Reichsgrafendiplom, das ihre Ebenbürtigkeit zum hochadeligen Ehemann unterstreicht, mit neuem Wappen verliehen. Aus der Ehe ging Philipp II., der spätere Landesherr von Schaumburg-Lippe, hervor.
Oberst Franz Christoph von Friesenhausen war 1721–1733 Kommandeur des Kürassier-Regiments „von Driesen“ (Westfälisches) Nr. 4. Zuvor war er 1721 Kommandeur des Dragoner-Regiments „Prinz Albrecht von Preußen“ (Litthauisches) Nr. 1. Karl Wilhelm von Friesenhausen war großbritannischer General und starb 1784 zu Blomberg.
Das Geschlecht erlosch mit dem Tod des kurhannöverschen Major Christian Friedrich Philipp von Friesenhausen im Jahr 1806.

## Wappen
- Blasonierung des Stammwappens: In Blau drei (2:1) goldene Sterne. Auf dem blau-golden bewulsteten Helm ein grüner Pfauenschweif. Die Helmdecken sind blau-golden.[1]
- Blasonierung des Wappens der Gräfin von Friesenhausen (1752): Quadriert mit blauem, mit einer Grafenkrone gekröntem Herzschild, in welchem drei (2:1) goldene Sterne (Stammwappen). Felder 1 und 4 in Gold ein schwarzer einwärtssehender gekrönter Adler; Felder 2 und 3 durch rot-silbernen Spitzenschnitt viermal geteilt. Drei gekränte Helme: I. schwarzer wachsender gekrönter linkssehender Adler; II. goldene Säule, oben mit fünf grünen Pfauenfedern besteckt; III. rot-silbern quergeteilter Flug, in gewechselten Farben. Die Helmdecken sind rechts schwarz-golden und links rot-silbern. Als Schildhalter zwei nach außen sich umschauende silberne Schwäne auf grünem Rasen.[1]